# Rohan Bopanna
Rohan Bopanna (Bangalore, 4 maart 1980) is een professioneel tennisser uit India.

## Loopbaan
Bopanna heeft negentien ATP-Toernooien in het dubbelspel gewonnen. Hij bereikte de dubbelspelfinale op het US Open 2010 samen met Aisam-ul-Haq Qureshi. De finale tegen Bob Bryan en Mike Bryan werd verloren met 6-7, 6-7. Op 27 januari 2024 bereikte hij op 43-jarige leeftijd het beste resultaat van zijn loopbaan door samen met Matthew Ebden het mannendubbelspel bij het Australian Open 2024 te winnen. 

## Palmares
| Legenda                       | Legenda               |
| ----------------------------- | --------------------- |
| Grand Slam                    |                       |
| Olympische Spelen             |                       |
| tot 2009                      | vanaf 2009            |
| Tennis Masters Cup            | ATP Finals            |
| ATP Masters Series            | ATP Tour Masters 1000 |
| ATP International Series Gold | ATP Tour 500          |
| ATP International Series      | ATP Tour 250          |

### Mannendubbelspel
| Nr.                          | Datum             | Toernooi              | Ondergrond    | Partner                | Tegenstander in finale                     | Score                  |         |
| ---------------------------- | ----------------- | --------------------- | ------------- | ---------------------- | ------------------------------------------ | ---------------------- | ------- |
| gewonnen finales             |                   |                       |               |                        |                                            |                        |         |
| 1.                           | 10 augustus 2008  | ATP Los Angeles       | Hardcourt     | Eric Butorac           | Travis Parrott Dušan Vemić                 | 7-6(5), 7-6(5)         | details |
| 2.                           | 7 februari 2010   | ATP Johannesburg      | Hardcourt     | Aisam-ul-Haq Qureshi   | Karol Beck Harel Levy                      | 2–6, 6–3, [10–5]       | details |
| 3.                           | 12 juni 2011      | ATP Halle             | Gras          | Aisam-ul-Haq Qureshi   | Robin Haase Milos Raonic                   | 7–6(8), 3–6, [11–9]    | details |
| 4.                           | 17 oktober 2011   | ATP Stockholm         | Hardcourt (i) | Aisam-ul-Haq Qureshi   | Marcelo Melo Bruno Soares                  | 6-1, 6-3               | details |
| 5.                           | 7 november 2011   | ATP Parijs (1)        | Hardcourt (i) | Aisam-ul-Haq Qureshi   | Julien Benneteau Nicolas Mahut             | 6-2, 6-4               | details |
| 6.                           | 3 maart 2012      | ATP Dubai (1)         | Hardcourt     | Mahesh Bhupathi        | Mariusz Fyrstenberg Marcin Matkowski       | 6–4, 3–6, [10–5]       | details |
| 7.                           | 29 oktober 2012   | ATP Parijs (2)        | Hardcourt (i) | Mahesh Bhupathi        | Aisam-ul-Haq Qureshi Jean-Julien Rojer     | 7-6, 6-3               | details |
| 8.                           | 24 februari 2013  | ATP Marseille         | Hardcourt (i) | Colin Fleming          | Aisam-ul-Haq Qureshi Jean-Julien Rojer     | 6-4, 7-6(3)            | details |
| 9.                           | 6 oktober 2013    | ATP Tokio             | Hardcourt     | Édouard Roger-Vasselin | Jamie Murray John Peers                    | 7-6(4), 6-4            | details |
| 10.                          | 1 maart 2014      | ATP Dubai (2)         | Hardcourt     | Aisam-ul-Haq Qureshi   | Daniel Nestor Nenad Zimonjić               | 6-4, 6-3               | details |
| 11.                          | 17 januari 2015   | ATP Sydney            | Hardcourt     | Daniel Nestor          | Jean-Julien Rojer Horia Tecău              | 6-4, 7-6(5)            | details |
| 12.                          | 28 februari 2015  | ATP Dubai (3)         | Hardcourt     | Daniel Nestor          | Aisam-ul-Haq Qureshi Nenad Zimonjić        | 6-4, 6-1               | details |
| 13.                          | 10 mei 2015       | ATP Madrid            | Gravel        | Florin Mergea          | Marcin Matkowski Nenad Zimonjić            | 6-2, 6-7(5), [11-9]    | details |
| 14.                          | 14 juni 2015      | ATP Stuttgart         | Gras          | Florin Mergea          | Alexander Peya Bruno Soares                | 5-7, 6-2, [10-7]       | details |
| 15.                          | 8 januari 2017    | ATP Chennai (1)       | Hardcourt     | Jeevan Nedunchezhiyan  | Purav Raja Divij Sharan                    | 6-3, 6-4               | details |
| 16.                          | 23 april 2017     | ATP Monte Carlo       | Gravel        | Pablo Cuevas           | Feliciano López Marc López                 | 6-3, 3-6, [10-4]       | details |
| 17.                          | 29 oktober 2017   | ATP Wenen             | Hardcourt (i) | Pablo Cuevas           | Marcelo Demoliner Sam Querrey              | 7-6(7), 6-7(4), [11-9] | details |
| 18.                          | 5 januari 2019    | ATP Pune (2)          | Hardcourt     | Divij Sharan           | Luke Bambridge Jonny O'Mara                | 6-3, 6-4               | details |
| 19.                          | 10 januari 2020   | ATP Doha (1)          | Hardcourt     | Wesley Koolhof         | Luke Bambridge Santiago González           | 3-6, 6-2, [10-6]       | details |
| 20.                          | 9 januari 2022    | ATP Adelaide          | Hardcourt     | Ramkumar Ramanathan    | Ivan Dodig Marcelo Melo                    | 7–6(6), 6–1            | details |
| 21.                          | 6 februari 2022   | ATP Pune              | Hardcourt     | Ramkumar Ramanathan    | Luke Saville John-Patrick Smith            | 6–7(10), 6–3, [10–6]   | details |
| 22.                          | 2 oktober 2022    | ATP Tel Aviv          | Hardcourt     | Matwé Middelkoop       | Santiago González Andrés Molteni           | 6–2, 6–4               | details |
| 23.                          | 25 februari 2023  | ATP Doha (2)          | Hardcourt     | Matthew Ebden          | Constant Lestienne Botic van de Zandschulp | 6–7(5), 6–4, [10–6]    | details |
| 24.                          | 18 maart 2023     | ATP Indian Wells      | Hardcourt     | Matthew Ebden          | Wesley Koolhof Neal Skupski                | 4-6, 4-6               | details |
| 25.                          | 27 januari 2024   | Australian Open       | Hardcourt     | Matthew Ebden          | Simone Bolelli Andrea Vavassori            | 6-7, 5-7               | details |
| 26.                          | 29 maart 2024     | ATP Miami             | Hardcourt     | Matthew Ebden          | Ivan Dodig Austin Krajicek                 | 6–7(3–7), 6–3, [10–6]  | details |
| verloren finales             |                   |                       |               |                        |                                            |                        |         |
| 1.                           | 8 januari 2006    | ATP Chennai           | Hardcourt     | Prakash Amritraj       | Michal Mertiňák Petr Pála                  | 2-6, 5-7               | details |
| 2.                           | 1 oktober 2006    | ATP Mumbai            | Hardcourt (i) | Mustafa Ghouse         | Mario Ančić Mahesh Bhupathi                | 4-6, 7-6(6), [18-10]   | details |
| 3.                           | 30 september 2007 | ATP Mumbai            | Hardcourt (i) | Aisam-ul-Haq Qureshi   | Robert Lindstedt Jarkko Nieminen           | 6-7(3), 6-7(5)         | details |
| 4.                           | 13 juli 2008      | ATP Newport           | Gras          | Aisam-ul-Haq Qureshi   | Mardy Fish John Isner                      | 4-6, 6-7(1)            | details |
| 5.                           | 26 oktober 2008   | ATP Sint-Petersburg   | Hardcourt (i) | Maks Mirni             | Travis Parrott Filip Polášek               | 6-3, 6-7(4), [8-10]    | details |
| 6.                           | 15 februari 2009  | ATP San José          | Hardcourt (i) | Jarkko Nieminen        | Tommy Haas Radek Štěpánek                  | 2-6, 3-6               | details |
| 7.                           | 11 april 2010     | ATP Casablanca        | Gravel        | Aisam-ul-Haq Qureshi   | Robert Lindstedt Horia Tecău               | 2-6, 6-3, [7-10]       | details |
| 8.                           | 23 mei 2010       | ATP Nice              | Gravel        | Aisam-ul-Haq Qureshi   | Marcelo Melo Bruno Soares                  | 6-1, 3-6, [5-10]       | details |
| 9.                           | 25 juli 2010      | ATP Atlanta           | Hardcourt     | Kristof Vliegen        | Simon Aspelin Paul Hanley                  | 6-4, 4-6, 6-7(4)       | details |
| 10.                          | 29 augustus 2010  | ATP New Haven         | Hardcourt     | Aisam-ul-Haq Qureshi   | Robert Lindstedt Horia Tecău               | 4-6, 5-7               | details |
| 11.                          | 11 september 2010 | US Open               | Hardcourt     | Aisam-ul-Haq Qureshi   | Bob Bryan Mike Bryan                       | 6–7(5), 6–7(4)         | details |
| 12.                          | 31 oktober 2010   | ATP Sint-Petersburg   | Hardcourt (i) | Aisam-ul-Haq Qureshi   | Daniele Bracciali Potito Starace           | 6–7(6), 6–7(5)         | details |
| 13.                          | 12 augustus 2012  | ATP Cincinnati        | Hardcourt     | Mahesh Bhupathi        | Robert Lindstedt Horia Tecău               | 4-6, 4-6               | details |
| 14.                          | 7 oktober 2012    | ATP Shanghai          | Hardcourt     | Mahesh Bhupathi        | Leander Paes Radek Štěpánek                | 7-6, 3-6, [5-10]       | details |
| 15.                          | 4 november 2012   | ATP World Tour Finals | Hardcourt (i) | Mahesh Bhupathi        | Marcel Granollers Marc López               | 5-7, 6-3, [3-10]       | details |
| 16.                          | 19 mei 2013       | ATP Rome              | Gravel        | Mahesh Bhupathi        | Bob Bryan Mike Bryan                       | 2-6, 3-6               | details |
| 17.                          | 11 januari 2014   | ATP Sydney            | Hardcourt     | Aisam-ul-Haq Qureshi   | Daniel Nestor Nenad Zimonjić               | 6-7(3), 6-7(3)         | details |
| 18.                          | 24 mei 2014       | ATP Nice              | Gravel        | Aisam-ul-Haq Qureshi   | Martin Kližan Philipp Oswald               | 2-6, 0-6               | details |
| 19.                          | 12 april 2015     | ATP Casablanca        | Gravel        | Florin Mergea          | Rameez Junaid Adil Shamasdin               | 6-3, 2-6, [7-10]       | details |
| 20.                          | 21 juni 2015      | ATP Halle             | Gras          | Florin Mergea          | Raven Klaasen Rajeev Ram                   | 6-7(5), 2-6            | details |
| 21.                          | 22 november 2015  | ATP World Tour Finals | Hardcourt (i) | Florin Mergea          | Jean-Julien Rojer Horia Tecău              | 4-6, 3-6               | details |
| 22.                          | 16 januari 2016   | ATP Sydney            | Hardcourt     | Florin Mergea          | Jamie Murray Bruno Soares                  | 3-6, 6-7(6)            | details |
| 23.                          | 8 mei 2016        | ATP Madrid            | Gravel        | Florin Mergea          | Jean-Julien Rojer Horia Tecău              | 4-6, 6-7(5)            | details |
| 24.                          | 4 maart 2017      | ATP Dubai             | Hardcourt     | Marcin Matkowski       | Jean-Julien Rojer Horia Tecău              | 6-4, 3-6, [3-10]       | details |
| 25.                          | 30 juni 2017      | ATP Eastbourne        | Gras          | André Sá               | Bob Bryan Mike Bryan                       | 6-7(1), 4-6            | details |
| 26.                          | 13 augustus 2017  | ATP Montreal          | Hardcourt     | Ivan Dodig             | Pierre-Hugues Herbert Nicolas Mahut        | 4-6, 6-3, [6-10]       | details |
| 27.                          | 16 juni 2019      | ATP Stuttgart         | Gras          | Denis Shapovalov       | John Peers Bruno Soares                    | 5-7, 3-6               | details |
| 28.                          | 25 oktober 2020   | ATP Antwerpen         | Gravel        | Matwé Middelkoop       | John Peers Michael Venus                   | 3-6, 4-6               | details |
| 29.                          | 19 februari 2022  | ATP Doha              | Hardcourt     | Denis Shapovalov       | Wesley Koolhof Neal Skupski                | 6–7(4), 1–6            | details |
| 30.                          | 24 juli 2022      | ATP Hamburg           | Gravel        | Matwé Middelkoop       | Lloyd Glasspool Harri Heliövaara           | 2-6, 4-6               | details |
| 31.                          | 23 oktober 2022   | ATP Antwerpen         | Hardcourt (i) | Matwé Middelkoop       | Tallon Griekspoor Botic van de Zandschulp  | 6–3, 3–6, [5–10]       | details |
| 32.                          | 19 februari 2023  | ATP Rotterdam         | Hardcourt (i) | Matthew Ebden          | Ivan Dodig Austin Krajicek                 | 6–7(5), 6–2, [10–12]   | details |
| 33.                          | 6 mei 2023        | ATP Madrid            | Gravel        | Matthew Ebden          | Karen Chatsjanov Andrej Roebljov           | 3–6, 6–3, [3–10]       | details |
| 34.                          | 8 september 2023  | US Open               | Hardcourt     | Matthew Ebden          | Rajeev Ram Joe Salisbury                   | 6-2, 3-6, 4-6          | details |
| 35.                          | 15 oktober 2023   | ATP Shanghai          | Hardcourt     | Matthew Ebden          | Marcel Granollers Horacio Zeballos         | 7–5, 2–6, [7–10]       | details |
| 36.                          | 7 november 2023   | ATP Parijs            | Hardcourt (i) | Matthew Ebden          | Santiago González Édouard Roger-Vasselin   | 2–6, 7–5, [7–10]       | details |
| gewonnen finales challengers |                   |                       |               |                        |                                            |                        |         |
| 1.                           | 3 augustus 2003   | Denver                | Hardcourt     | Aisam-ul-Haq Qureshi   | Josh Goffi Jason Marshall                  | 4-6, 6-3, 6-4          |         |
| 2.                           | 23 juli 2006      | Aptos                 | Hardcourt     | Prakash Amritraj       | Rajeev Ram Todd Widom                      | 3-6, 6-2, [10-6]       |         |
| 3.                           | 8 juli 2007       | Dublin                | Tapijt        | Adam Feeney            | Lars Burgsmüller Mischa Zverev             | 6-2, 6-2               |         |
| 4.                           | 22 juli 2007      | Manchester            | Gras          | Aisam-ul-Haq Qureshi   | Jesse Huta Galung Michael Ryderstedt       | 4-6, 6-3, [10-5]       |         |
| 5.                           | 29 juli 2007      | Nottingham            | Gras          | Aisam-ul-Haq Qureshi   | Mustafa Ghouse Josh Goodall                | 6-3, 7-6(5)            |         |
| 6.                           | 5 augustus 2007   | Segovia               | Hardcourt     | Aisam-ul-Haq Qureshi   | Michel Kratochvil Gilles Müller            | 7-6(8), 6-3            |         |
| 7.                           | 19 augustus 2007  | Bronx                 | Hardcourt     | Aisam-ul-Haq Qureshi   | Alberto Francis Gilles Müller              | 6-3, 2-6, [10-5]       |         |
| 8.                           | 5 april 2009      | Khorat                | Hardcourt     | Aisam-ul-Haq Qureshi   | Sanchai Ratiwatana Sonchat Ratiwatana      | 6-3, 6-7(5), [10-5]    |         |
| 9.                           | 15 november 2009  | Aken                  | Tapijt (i)    | Aisam-ul-Haq Qureshi   | Philipp Marx Igor Zelenay                  | 6-4, 7-6 (6)           |         |
| 10.                          | 29 november 2009  | Helsinki              | Tapijt (i)    | Aisam-ul-Haq Qureshi   | Henri Kontinen Jarkko Nieminen             | 6-2, 7-6 (7)           |         |
| 11.                          | 4 april 2010      | Jersey                | Hardcourt (i) | Ken Skupski            | Jonathan Murray Jamie Murray               | 6-2, 1-6, [10-6]       |         |

### Gemengd Dubbelspel
| Nr.              | Datum           | Toernooi        | Ondergrond | Partner            | Tegenstander in finale                   | Score             |         |
| ---------------- | --------------- | --------------- | ---------- | ------------------ | ---------------------------------------- | ----------------- | ------- |
| gewonnen finales |                 |                 |            |                    |                                          |                   |         |
| 1.               | 8 juni 2017     | Roland Garros   | Gravel     | Gabriela Dabrowski | Anna-Lena Grönefeld Robert Farah Maksoud | 2–6, 6–2, [12-10] | details |
| verloren finales |                 |                 |            |                    |                                          |                   |         |
| 1.               | 28 januari 2018 | Australian Open | Hardcourt  | Tímea Babos        | Gabriela Dabrowski Mate Pavić            | 6–2, 4-6, [9-11]  | details |
| 2.               | 27 januari 2023 | Australian Open | Hardcourt  | Sania Mirza        | Luisa Stefani Rafael Matos               | 6–7(2), 2-6       | details |

## Resultaten grote toernooien
| Legenda | Legenda                          |
| ------- | -------------------------------- |
| g.t.    | geen toernooi gehouden           |
| l.c.    | lagere categorie                 |
| –       | niet deelgenomen                 |
| G       | uitgeschakeld in de groepsfase   |
| 1R      | uitgeschakeld in de eerste ronde |
| 2R      | uitgeschakeld in de tweede ronde |
| 3R      | uitgeschakeld in de derde ronde  |
| 4R      | uitgeschakeld in de vierde ronde |
| KF      | uitgeschakeld in de kwartfinale  |
| HF      | uitgeschakeld in de halve finale |
| F       | de finale verloren               |
| W       | het toernooi gewonnen            |
| w-v     | winst/verlies-balans             |

### Mannendubbelspel
| Grandslamtoernooien  |      |      |      |      |      |      |      |      |      |      |      |      |      |      |      |      |      |
| Australian Open      | 3R   | 2R   | 1R   | 3R   | 3R   | 2R   | 3R   | 2R   | 3R   | 2R   | 3R   | 1R   | 1R   | 1R   | 2R   | 1R   | W    |
| Roland Garros        | 1R   | 1R   | 2R   | KF   | 1R   | 1R   | 2R   | 3R   | KF   | 3R   | KF   | 3R   | 1R   | KF   | HF   | 1R   |      |
| Wimbledon            | 2R   | –    | KF   | 1R   | 1R   | HF   | 2R   | HF   | 3R   | 2R   | 2R   | 1R   | g.t. | 1R   | –    | HF   |      |
| US Open              | 1R   | –    | F    | HF   | 2R   | 3R   | 1R   | KF   | 2R   | 2R   | KF   | 3R   | KF   | 3R   | 1R   | F    |      |
| ATP Finals           |      |      |      |      |      |      |      |      |      |      |      |      |      |      |      |      |      |
| ATP Finals           | –    | –    | –    | G    | F    | –    | –    | F    | –    | –    | –    | –    | –    | –    | –    | HF   |      |
| ATP Masters 1000     |      |      |      |      |      |      |      |      |      |      |      |      |      |      |      |      |      |
| Indian Wells         | –    | –    | –    | HF   | 1R   | 1R   | 1R   | 2R   | 1R   | 1R   | 1R   | 2R   | g.t. | KF   | 2R   | W    | 1R   |
| Miami                | –    | –    | –    | KF   | HF   | 2R   | 2R   | 1R   | 1R   | 1R   | 2R   | KF   | g.t. | 1R   | KF   | 1R   | W    |
| Monte Carlo          | –    | –    | –    | HF   | 2R   | 2R   | KF   | 1R   | KF   | W    | HF   | 1R   | g.t. | –    | HF   | 2R   |      |
| Hamburg              | –    | l.c. | l.c. | l.c. | l.c. | l.c. | l.c. | l.c. | l.c. | l.c. | l.c. | l.c. | l.c. | l.c. | l.c. | l.c. | l.c. |
| Madrid               | –    | –    | –    | KF   | HF   | KF   | KF   | W    | F    | 1R   | 2R   | 1R   | g.t. | KF   | 1R   | F    |      |
| Rome                 | –    | –    | –    | –    | HF   | F    | 2R   | 2R   | HF   | KF   | 2R   | 1R   | KF   | 1R   | 2R   | 2R   |      |
| Montreal/Toronto     | –    | –    | 1R   | KF   | 2R   | 1R   | 2R   | 2R   | 2R   | F    | –    | HF   | g.t. | KF   | 2R   | KF   |      |
| Cincinnati           | 1R   | –    | 2R   | KF   | F    | HF   | 1R   | KF   | 2R   | KF   | –    | 2R   | 1R   | 1R   | 1R   | 2R   |      |
| Shanghai             | g.t. | –    | KF   | 2R   | F    | 2R   | HF   | HF   | 2R   | 1R   | 1R   | 2R   | g.t. | g.t. | g.t. | F    |      |
| Parijs               | –    | –    | 2R   | W    | W    | KF   | KF   | KF   | HF   | 1R   | 2R   | KF   | KF   | –    | KF   | F    |      |
| Olympische Spelen    |      |      |      |      |      |      |      |      |      |      |      |      |      |      |      |      |      |
| Olympische Spelen    | –    | g.t. | g.t. | g.t. | 2R   | g.t. | g.t. | g.t. | 1R   | g.t. | g.t. | g.t. | g.t. | –    | g.t. | g.t. |      |
| Statistieken         |      |      |      |      |      |      |      |      |      |      |      |      |      |      |      |      |      |
| Totaal aantal titels | 1    | 0    | 1    | 3    | 2    | 2    | 1    | 4    | 0    | 3    | 0    | 1    | 1    | 0    | 3    | 2    | 2    |
| Eindejaarsranking    | 78   | 83   | 16   | 11   | 12   | 13   | 30   | 9    | 28   | 18   | 37   | 38   | 39   | 43   | 19   | 3    |      |

### Gemengd dubbelspel
| Grandslamtoernooien |      |      |      |      |    |      |      |      |    |      |      |      |      |    |      |      |  |
| Australian Open     | –    | –    | –    | 1R   | KF | KF   | KF   | 1R   | KF | KF   | F    | 1R   | KF   | 1R | 1R   | F    |  |
| Roland Garros       | –    | –    | –    | 1R   | 1R | 1R   | KF   | 1R   | 2R | W    | 1R   | 1R   | g.t. | –  | 2R   | –    |  |
| Wimbledon           | 2R   | –    | 1R   | KF   | KF | KF   | 3R   | 2R   | –  | KF   | –    | 2R   | g.t. | 3R | –    | 1R   |  |
| US Open             | –    | –    | 1R   | 1R   | 1R | 1R   | KF   | HF   | KF | KF   | 1R   | 2R   | g.t. | –  | 1R   | 2R   |  |
| Olympische Spelen   |      |      |      |      |    |      |      |      |    |      |      |      |      |    |      |      |  |
| Olympische Spelen   | g.t. | g.t. | g.t. | g.t. | –  | g.t. | g.t. | g.t. | HF | g.t. | g.t. | g.t. | g.t. | –  | g.t. | g.t. |  |